# Doba, Sălaj
Doba este un sat în comuna Dobrin din județul Sălaj, Transilvania, România.
Este atestat documentar din anul 1220.

## Imagini

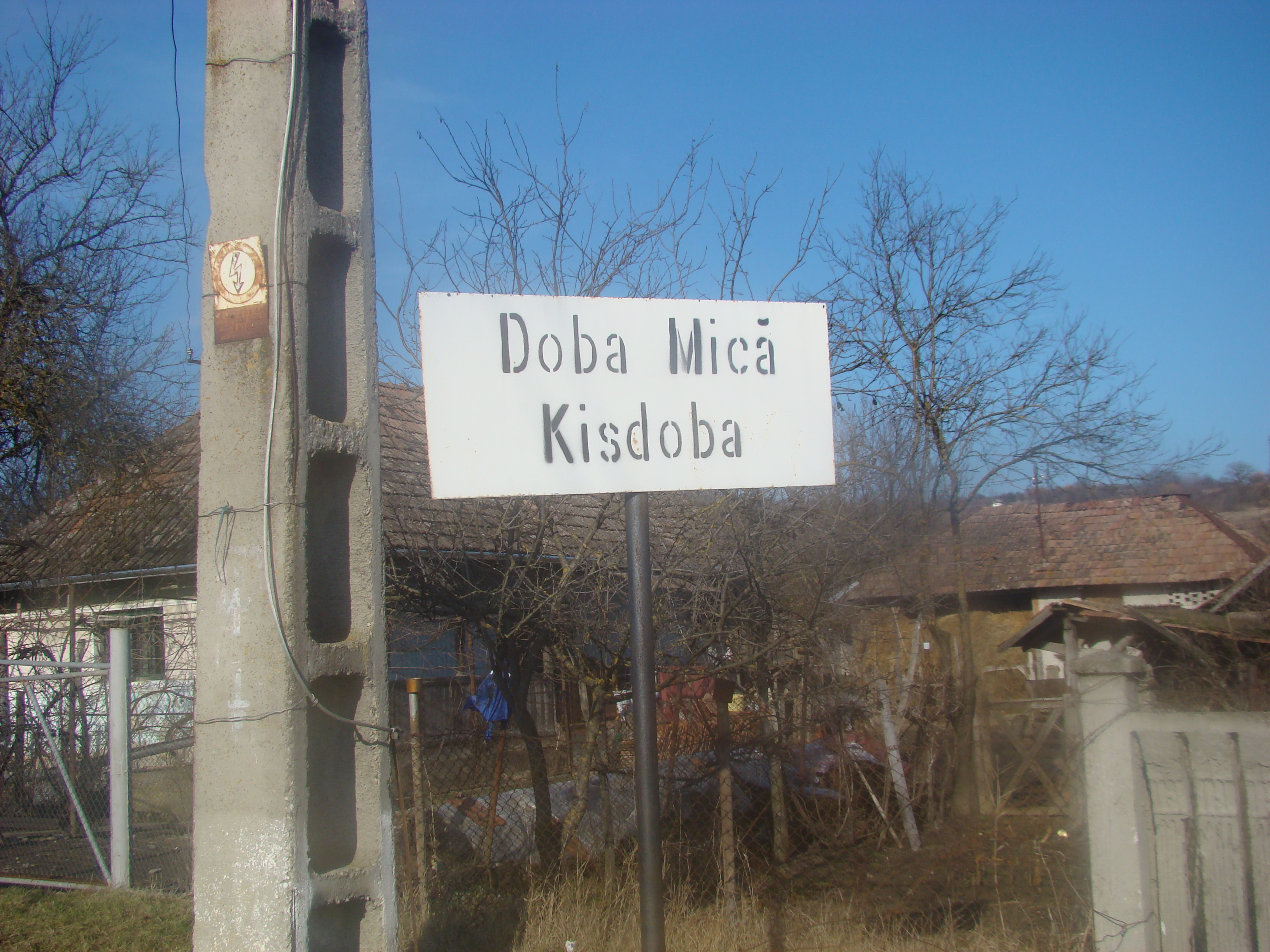
Intrarea în localitate
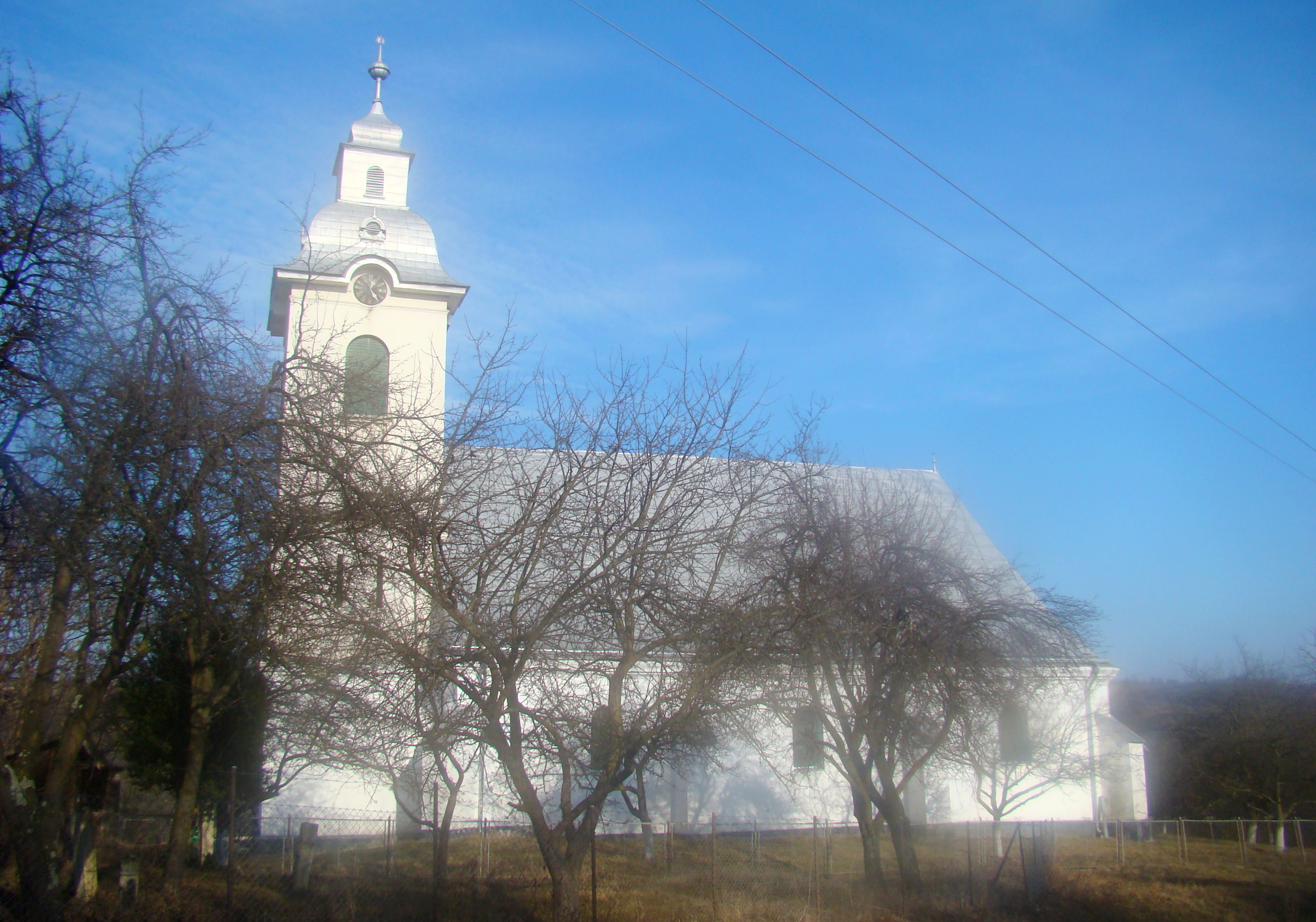
Biserica reformată (1876)
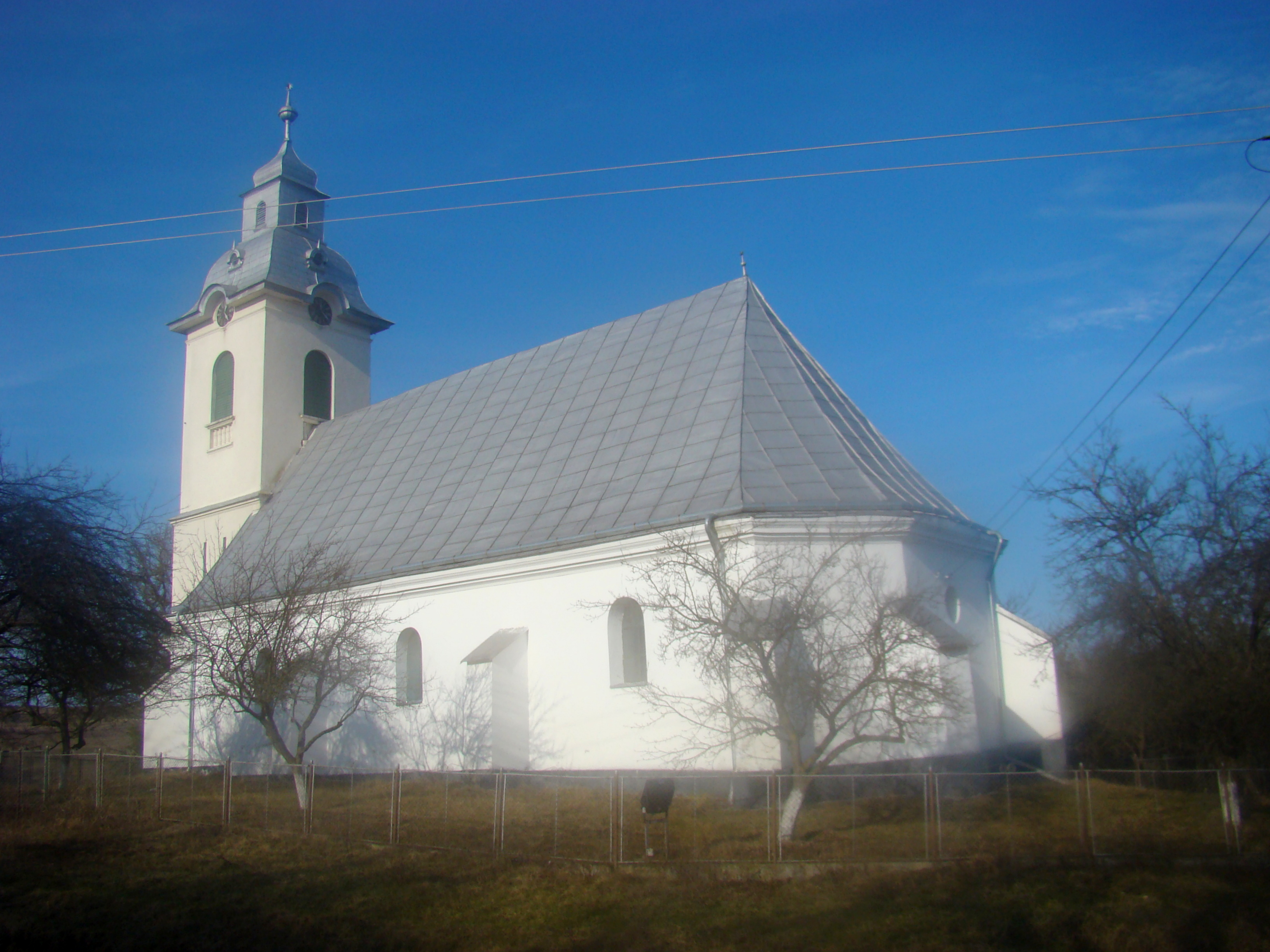
Biserica reformată
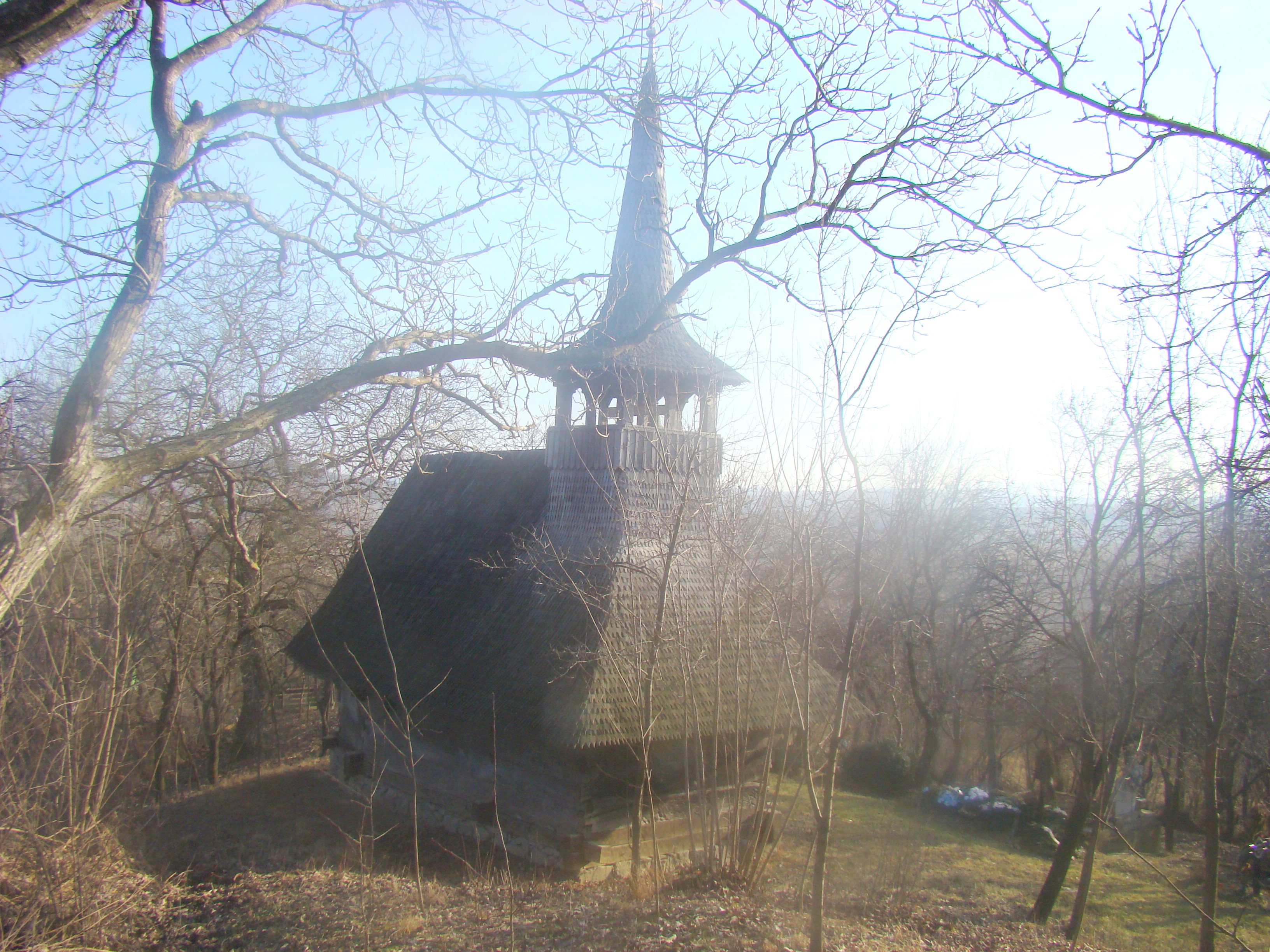
Biserica de lemn (monument istoric)
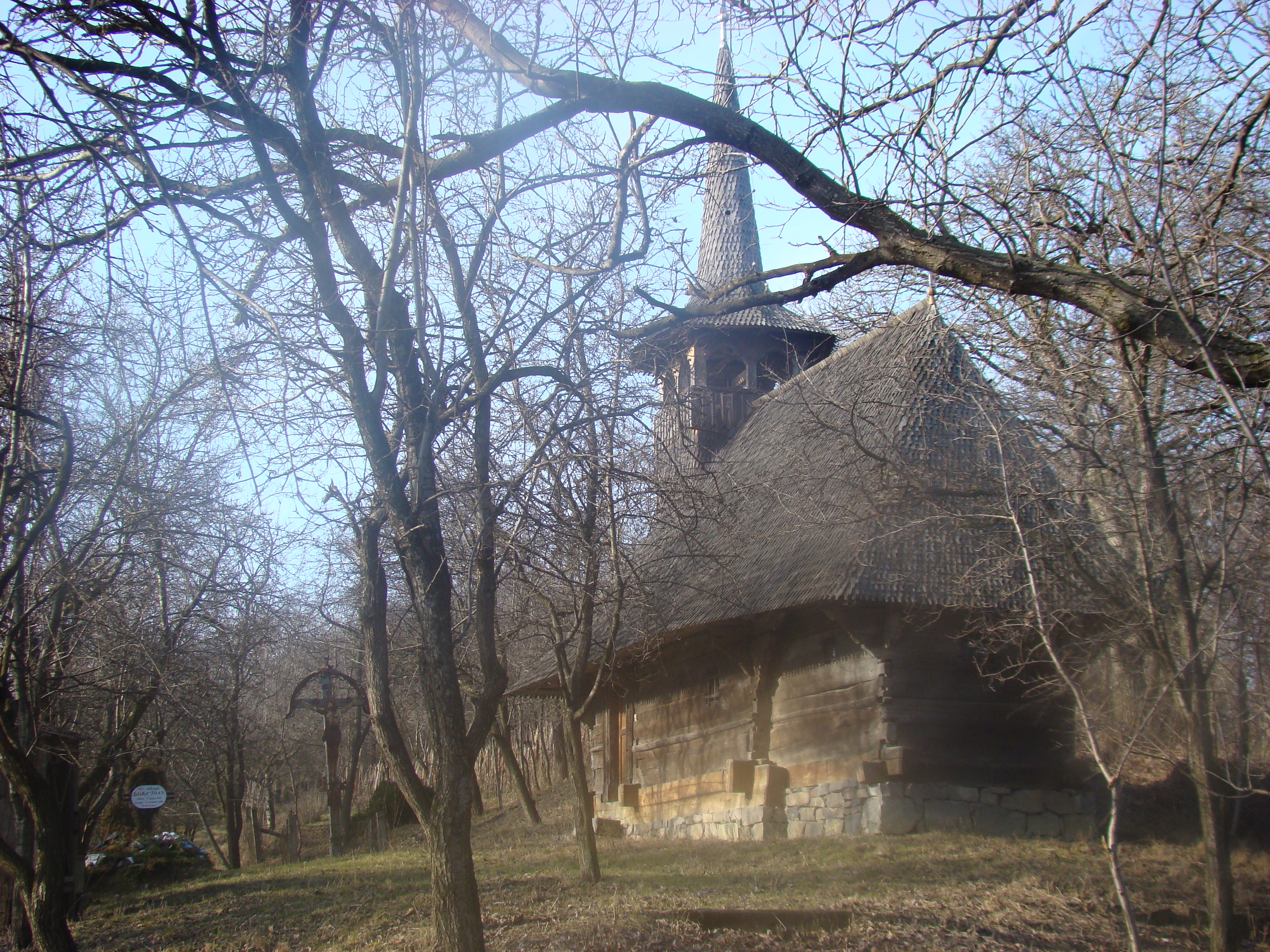
Biserica de lemn (monument istoric)

1. ↑  Atlasul Localităților Județului Sălaj. S.c.SUNCART S.R.L. 2004. p. 113.